# Estación de San Galo
La estación de San Galo es la principal estación ferroviaria de la comuna suiza de San Galo, en el Cantón de San Galo.
Es la estación más grande de San Galo, siendo popularmente conocida como San Galo - Central (En alemán:Hauptbahnhof St. Gallen). A ella llegan diferentes tipos de trenes de largo recorrido, de ámbito regional o de cercanías, además de ser una estación con circulaciones internacionales procedentes de Alemania y Austria.

## Historia
El complejo de la estación de San Galo se remonta a los años 1853 - 1856, cuando se comenzó a planificar la llegada del ferrocarril a esta ciudad suiza. Fue en 1856 cuando se produjo la llegada del ferrocarril a San Galo y por entonces, la futura estación únicamente tenía construida su primera planta. En 1902, los recién creados SBB-CFF-FFS se decidieron a rediseñar el entorno de la estación, con un proyecto en el que se creó el edificio central de la estación, la marquesina que cubre las vías de la misma o una estación para un ferrocarril de vía estrecha, entre otras cosas. Desde 2009 forma parte de la red de estaciones RailCity de los SBB-CFF-FFS.

## Cifras
Por la estación de San Galo pasaron de media cada día unos 65000 viajeros en 2009. Desde la estación salen los primeros trenes en torno a las 5 de la mañana, llegando los últimos pasada la 1 de la mañana, aunque de viernes a domingo, la estación recibe trenes las 24 horas.

## Servicios ferroviarios

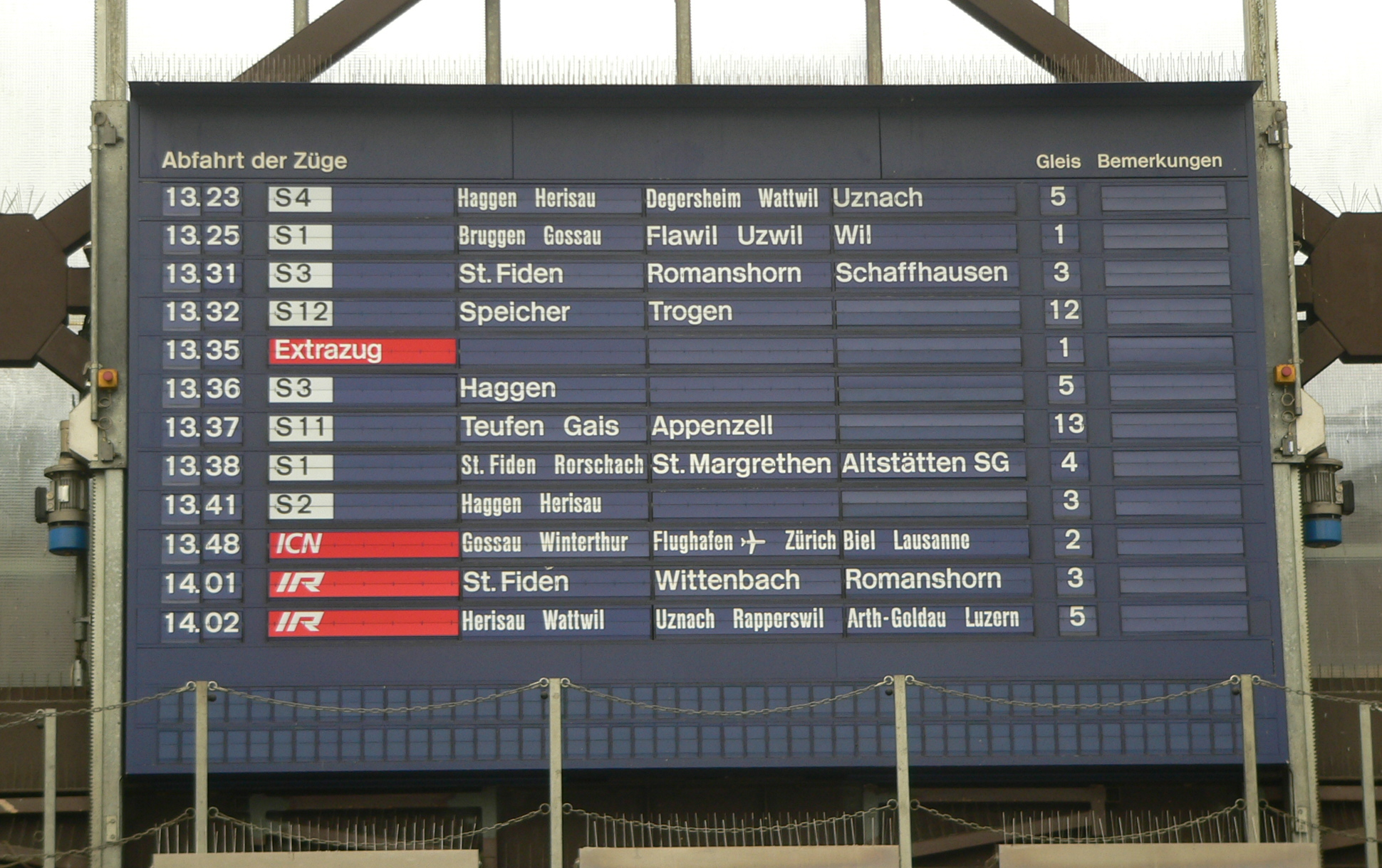
Panel de salidas de la estación de San Galo

El principal operador ferroviario  en la estación son los SBB-CFF-FFS, aunque también existen servicios prestados por SOB (Sudöstbahn).

### Larga distancia
- EC Zúrich - Zúrich-Aeropuerto - Winterthur - San Galo - St. Margrethen - Bregenz - Lindau - Memmingen - Buchloe - Múnich. Hay cuatro servicios diarios por sentido.

- ICN San Galo - Gossau - Wil - Winterthur - Zúrich-Aeropuerto - Zúrich - Aarau - Olten - Solothun - Biel/Bienne - Neuchâtel - Yverdon-les-Bains - Lausana/Morges - Nyon - Ginebra-Cornavin - Ginebra-Aeropuerto. Servicios cada hora en cada sentido. Tanto a  Ginebra-Cornavin y Ginebra-Aeropuerto como a Lausana, los trenes llegan cada dos horas, ya que aunque en el tramo común San Galo - Yverdon-les-Bains circulan cada hora, a partir de esta última, un tren circula a Lausana, y a la siguiente hora, en vez de continuar hacia Lausana, se dirige hacia Ginebra-Aeropuerto.

- IC San Galo - Gossau - Flawil - Uzwil - Wil - Winterthur - Zúrich-Aeropuerto - Zúrich - Berna - Friburgo - Lausana - Ginebra-Cornavin - Ginebra-Aeropuerto. Servicios cada hora por cada dirección.

### Regionales
- IR Voralpen Romanshorn - Neukirch-Egnach - Muolen - Häggenschwil-Winden - Roggwil-Berg - Wittenbach - San Galo-San Fiden - San Galo - Herisau - Degersheim - Wattwil - Uznach - Schmerikon - Rapperswil - Pfäffikon - Wollerau - Biberbrugg - Arth-Goldau - Küssnacht am Rigi - Meggen Zentrum - Lucerna Verkehrshaus - Lucerna. Servicios cada hora. Operado por SOB.

- RE San Galo - St. Margrethen - Buchs - Landquart - Chur. Trenes cada hora por sentido. Para en las principales estaciones del trayecto.

### S-Bahn
- S (Romanshorn -) San Galo - Herisau/Rapperswil/Sargans. Sólo opera a determinadas horas del día
- S 1 Wil – Gossau – San Galo – Rorschach – Altstätten
- S 2 (Wattwil) – Herisau – St. Gallen – Rorschach – Heerbrugg
- S 3 Haggen – San Galo – Wittenbach – Romanshorn – Kreuzlingen – Schaffhausen
- S 4 San Galo – Herisau – Wattwil – Uznach
- S 5 San Galo – Gossau – Weinfelden
- S 6 San Galo – San Galo Haggen
- S 11 San Galo – Gais – Appenzell
- S 12 San Galo – Speicher – Trogen
- S N San Galo - Romanshorn/St. Margrethen/Wil. Línea nocturna que sólo opera las noches de viernes y sábados.

La red de cercanías S-Bahn San Galo será ampliada en el año 2013.
Las dos últimas líneas, la S 11 y S 12, parten de un apeadero que está situado en la plaza de la estación de San Galo, denominado San Galo AB, ya que es una línea de vía métrica.